# Polerady (okres Praha-východ)
Obec Polerady se nachází v okrese Praha-východ, kraj Středočeský. Rozkládá se asi dvacet kilometrů severovýchodně od centra Prahy a pět kilometrů západně od města Brandýs nad Labem-Stará Boleslav. Žije zde 745 obyvatel. V názvu katastrálního území se rozlišuje přívlastkem „u Prahy“, v názvu železniční zastávky přívlastkem „nad Labem“.

## Historie
Pomístní jméno obce je správně Polerady, vzniklo z označení místních obyvatel, kteří byli pečlivými hospodáři, měli rádi svá pole. V 18. století se objevuje v oficiálním názvu obce jméno Polehrady, které vzniklo z lidového jazyka, jež je již doloženo v 14. století.
První zprávy o obci jsou z roku 1290, kdy odkázal Bohuslav z hory ves Polerady k nadání kapitulnímu děkanství u sv. Víta v Praze. Za husitské doby byly Polerady církvi odňaty. Ve vsi byl roku 1436 svobodný dvorec, kdysi kanovníků od sv. Víta, který byl císařem Zikmundem zapsán Oldřichu z Polirad. V deskách zemských roku 1494 se lze setkat s Jindřichem z Vřesovic, jež dal učinit do nich zápis ve prospěch Jiříkovi v Poleradech.
V roce 1507 byly Polerady v držení města Nymburka, které je vlastnilo až do roku 1547, kdy je královská komora zkonfiskovala po prvním protihabsburském povstání. Spolu se Sudovým Hlavnem, Hrádkem u Brandýsa nad Labem a Přerovem nad Labem je připojila k majetku pražského purkrabství, z něhož se vyvinulo komorní panství brandýské. V Poleradech bylo tehdy osm osedlých (tj. sedláků) a krčma výsadní, kteří platili o sv. Jiří a sv. Havle po 31 kopách a 38 groších. Ve druhé polovině 16. století držel vzpomínaný svobodný dvorec Jan Polehradský z Polehradí. Tento Jan z Polehradí je vzpomínán proto, že nechal v Kostelci nad Labem uložit do tam chovaného obecního archivu majestát Ferdinanda I. Roku 1615 připomíná se Adama Ginterod z Ginterodu a na Poleradech. V Berní rule roku 1654 citují se Polehrady. Roku 1788 topograf Schaller s odkazem na druhý díl Monumenta historica Bohemiae nusquam antehac edita učeného piaristy Gelasia Dobnera cituje pověst, že ještě před vznikem Staré Boleslavi existovala Polehradská župa. I když tuto pověst bere jako historický fakt, je pro nás dokladem, že místní obyvatelé Polerad pátrali po významu lidového názvu obce Polehrady a snažili se jej vysvětlit. A zjistili že je to od slova polehávat. Vesnice lenochů co pořád polehávají. Tedy Polehrádi…. Polehrady…a nakonec po drobné změně současné Polerady.

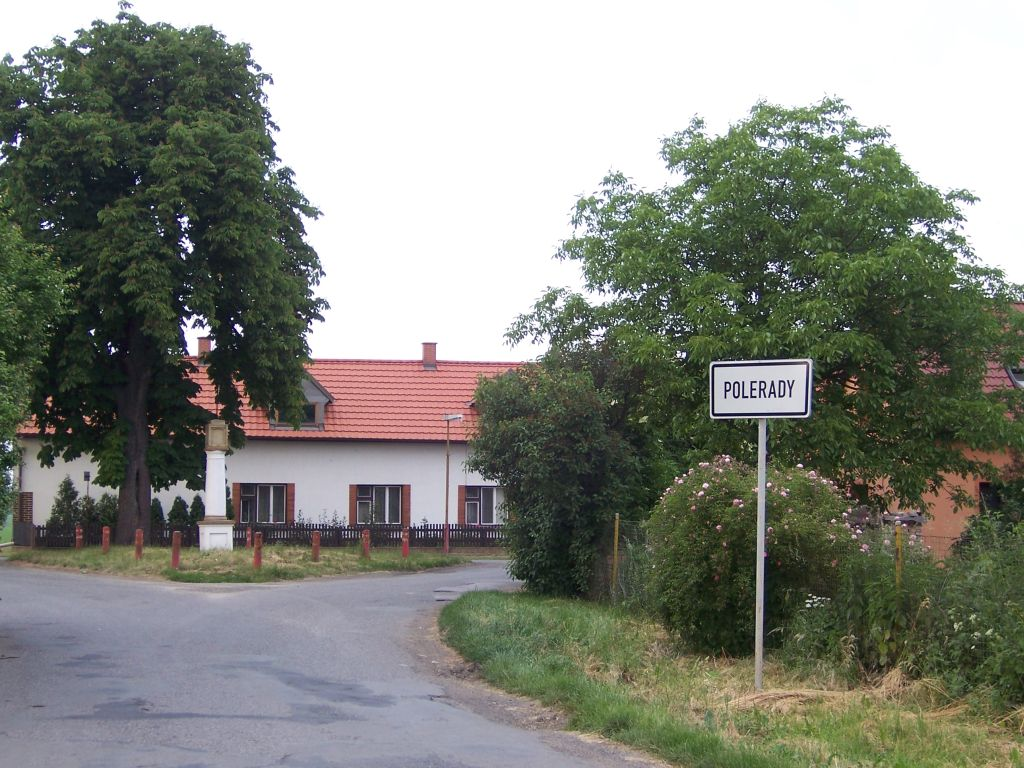
Západní okraj Polerad s božími muky u křižovatky silnic do Kostelce nad Labem a do Brázdimi

Na mapě karlínského hejtmanství z roku 1906 jsou severovýchodně od obce zakresleny dnes již neexistující čtyřúhelníkové valy. Je možné, že tyto valy, dnes již rozvezené, byly pozůstatkem keltské svatyně zvané v odborné literatuře „Viereckschanzen“. Určitě se nejednalo o švédskou fortifikaci, pro kterou nejsou na levém břehu Labe žádné zprávy. Existence těchto valů byla pramenem pověsti o starobylosti osady. Ve skutečnosti místní jméno vzniklo záměnou samohlásky i v e. Což je v češtině běžný jev, doprovázený připojením souhlásky h k zvýraznění její tvrdosti.
V roce 1788 měla osada 25 obytných stavení, proti roku 1869 byla poloviční.
Život Polerad ovlivnilo cukrovarnictví. Místní dráha Neratovice – Brandýs nad Labem – Čelákovice (trať č. 074) stimulovala rozvoj obce. V roce 1902 byly podle úplného adresáře politického okresu karlínského v obci dvě hospody – Stanislava Vokálka a Josefa Štála, 4 obchody, 2 obuvníci a jeden řezník. Starostou byl největší sedlák Václav Záruba, který vlastnil 220 korců půdy. Obec byla bez dluhů, a protože nevybírala žádné přirážky, stačilo patrně obecní jmění na krytí všech výdajů. Mezi další sedláky patřil Norbert Srb se 160, Josef Efler se 150, Vojtěch Krátký se 150 a Jaroslav Chroust se 100 korci půdy. Pro rozvoj zemědělství hodně vykonala Rolnická záložna v Brandýse, která poskytovala sedlákům levný úvěr z bývalých kontribučenských fondů. Byla přeorganizována 14. ledna 1883 v Okresní hospodářskou záložnu. Největší rozkvět obce byl patrně mezi roky 1921 a 1930, kdy jednak přibývalo obyvatel a současně byla silná i výstavba domů.
Polerady se orientovaly vždy na zemědělskou výrobu, jako by chtěly dokumentovat obsah svého jména, že obyvatelé jsou dobří hospodáři – mají svá pole rádi.

### Územněsprávní začlenění
Dějiny územněsprávního začleňování zahrnují období od roku 1850 do současnosti. V chronologickém přehledu je uvedena územně administrativní příslušnost obce v roce, kdy ke změně došlo:
- 1850 země česká, kraj Praha, politický okres Karlín, soudní okres Brandýs nad Labem[5]
- 1855 země česká, kraj Praha, soudní okres Brandýs nad Labem[5]
- 1868 země česká, politický okres Karlín, soudní okres Brandýs nad Labem[5]
- 1908 země česká, politický i soudní okres Brandýs nad Labem[6]
- 1939 země česká, Oberlandrat Mělník, politický i soudní okres Brandýs nad Labem[7]
- 1942 země česká, Oberlandrat Praha, politický i soudní okres Brandýs nad Labem[8]
- 1945 země česká, správní i soudní okres Brandýs nad Labem[9]
- 1949 Pražský kraj, okres Brandýs nad Labem[10]
- 1960 Středočeský kraj, okres Praha-východ[11]

## Pamětihodnosti
- Boží muka u křižovatky silnic do Kostelce nad Labem a do Brázdimi

## Osobnosti
- Narodil se zde František Josef Řezáč (1819–1879), kněz a pedagog

## Doprava
Dopravní síť
- Pozemní komunikace – Obcí prochází silnice III. třídy. Ve vzdálenosti 2 km vede silnice II/101 v  úseku Úvaly – Brandýs nad Labem – Neratovice – Kralupy nad Vltavou.

- Železnice – Obec Polerady leží na železniční trati 074 Čelákovice – Brandýs nad Labem – Neratovice. Jedná se o jednokolejnou regionální trať, doprava byla zahájena roku 1899.

Veřejná doprava 2011
- Autobusová doprava – V obci měly zastávku autobusové linky Praha,Letňany – Kostelec n. L.,nám. (v pracovních dnech 2 spoje) (dopravce Dopravní podnik hl. m. Prahy, a. s.), Brandýs n.L.-St.Boleslav – Hovorčovice/Odolena Voda,závod (v pracovních dnech 5 spojů), Brandýs n.L.-St.Boleslav – Mratín – Brandýs n.L.-St.Boleslav (v pracovních dnech 2 spoje, v sobotu 1 spoj) (dopravce ČSAD Střední Čechy, a. s.)

- Železniční doprava – Železniční zastávka a nákladiště Polerady nad Labem má přepravní zatížení 18 párů osobních vlaků v pracovní dny.

## Galerie

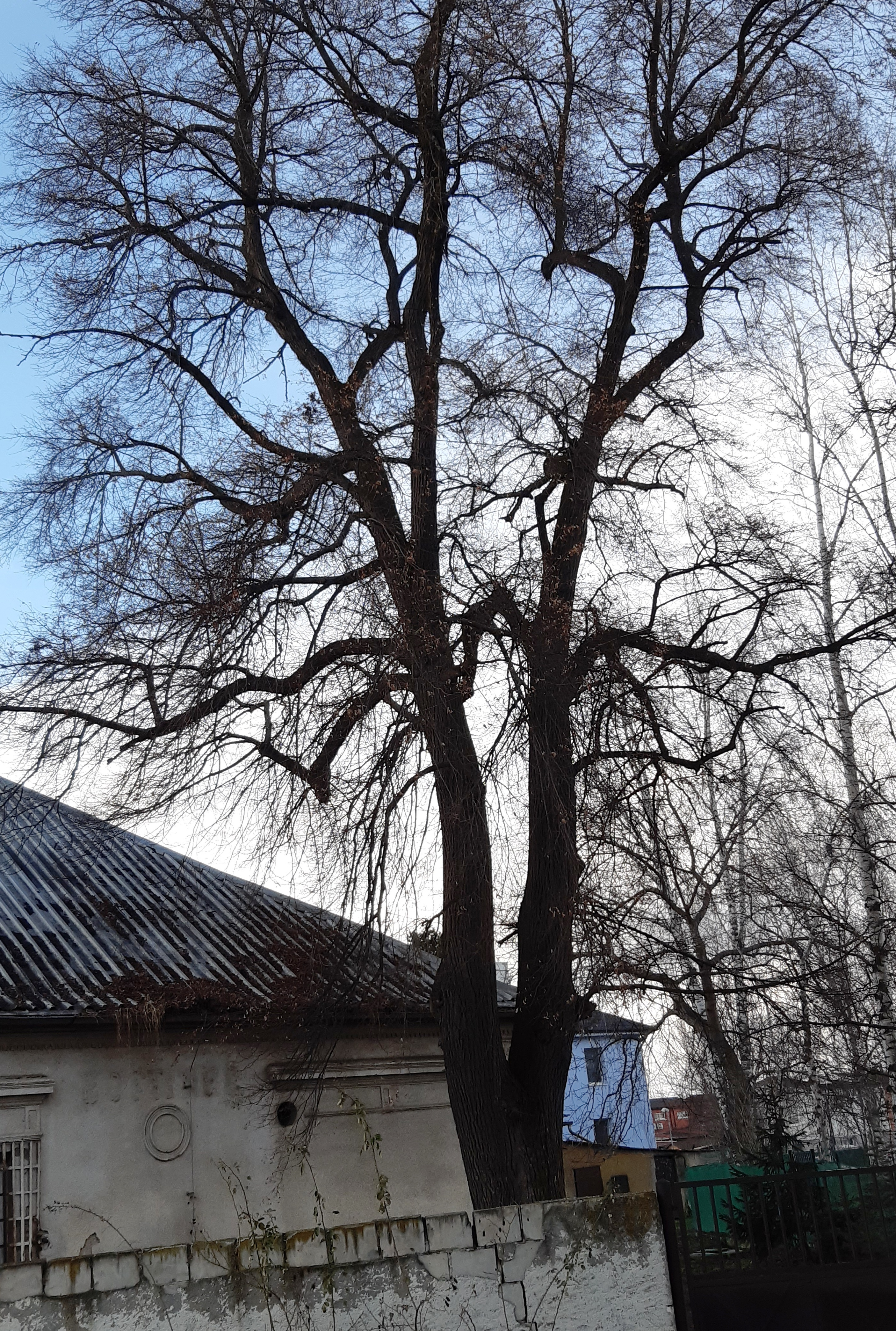
Poleradská lípa u bývalého hostince, památný strom
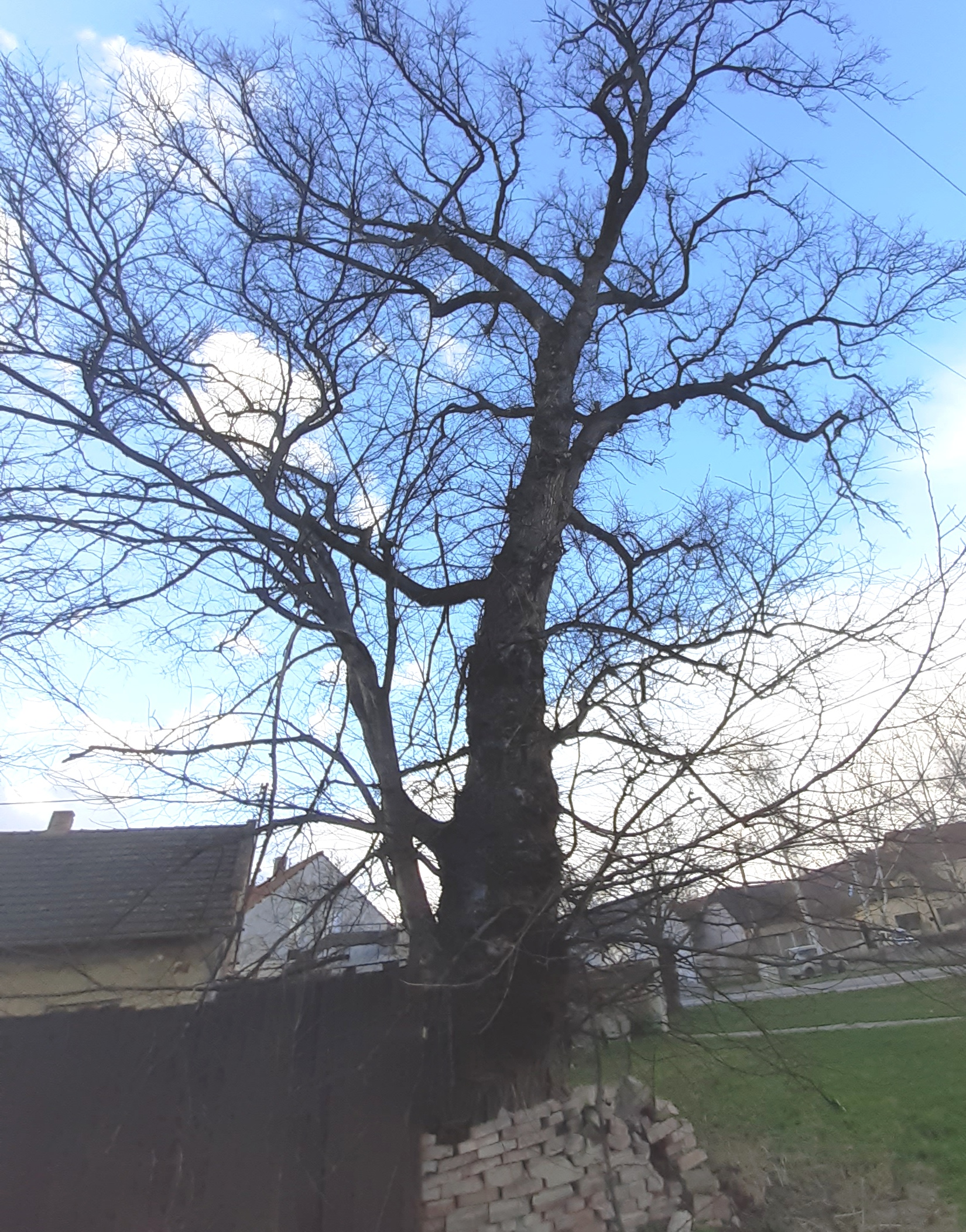
Poleradský jilm památný strom
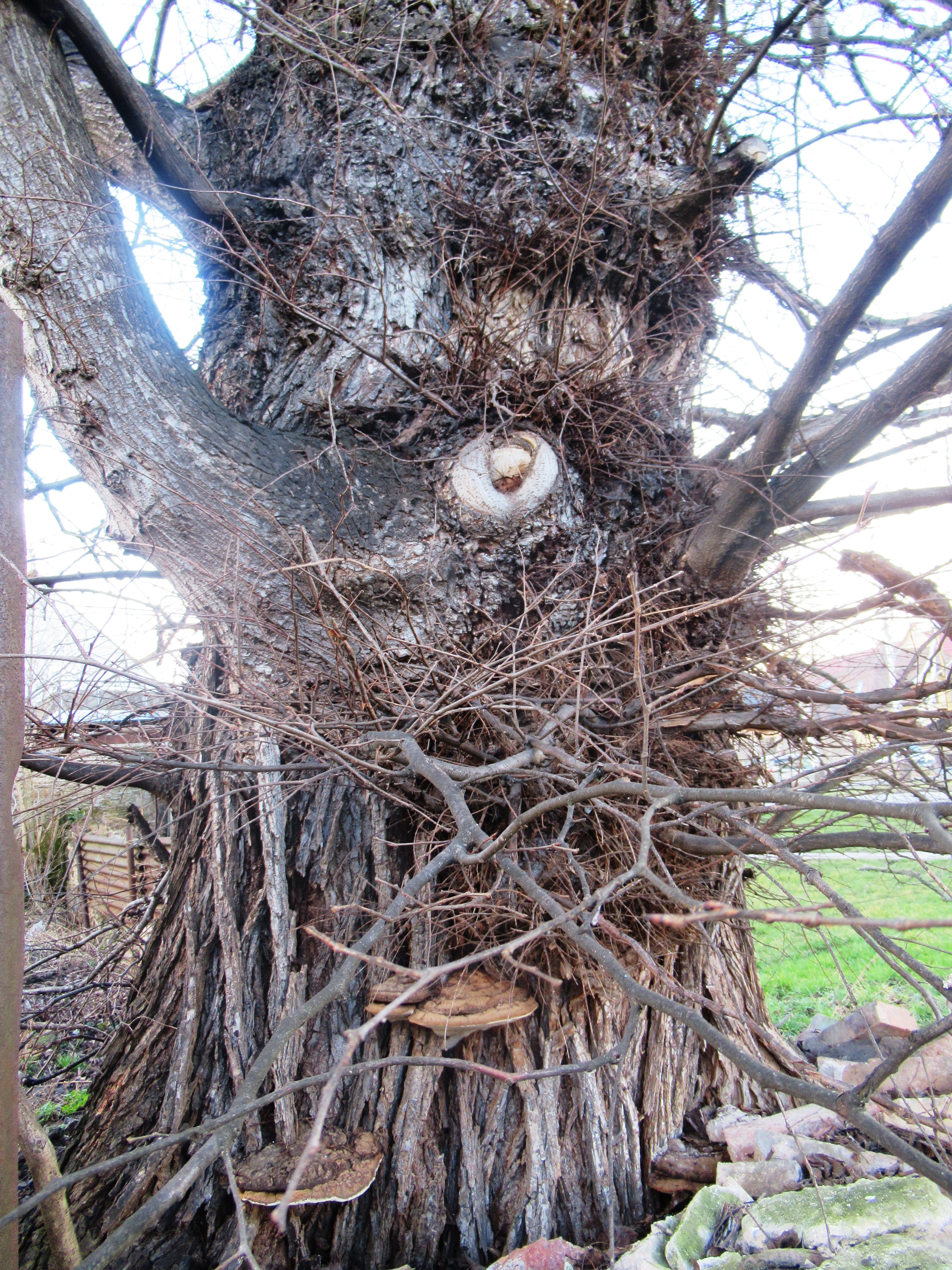
Poleradský jilm (kmen) památný strom
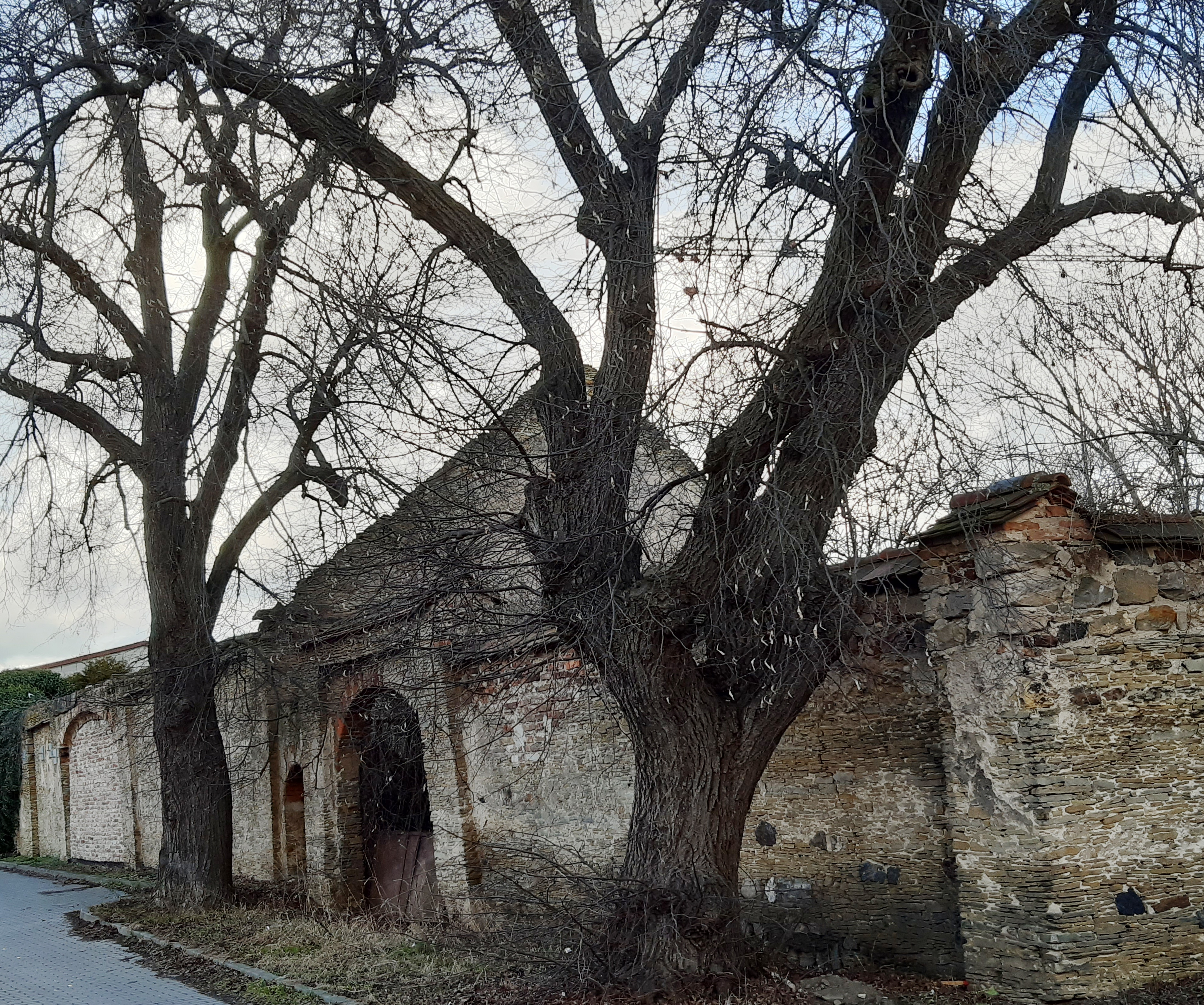
Dvě lípy u bývalé usedlosti, památné stromy